# نقار الخشب أرقط الزور
نقار الخشب أرقط الزور (الاسم العلمي: Campethera  scriptoricauda) (بالإنجليزية: Specklethroated  Woodpecker)‏ هو طائر ينتمي إلى نقار الخشب (فصيلة: Picidae).